# Zorita (apellido)
Zorita es un apellido toponímico español que puede tener diferentes grafías como Zorita o Zurita. También lo relacionan con Zorilla, Zurilla y Zorrilla.

## Etimología
No se sabe con certeza la etimología de Zorita o Zurita. Parece un hidrónimo de origen prerromano o protovasco, que podría estar relacionado con el vasco Zubia, «el puente», o Zubieta, «el lugar del puente», términos derivados de *Zur -ibi, compuesto de *Zur («madera» en euskera) e -Ibi (camino, vado de un río), más el sufijo -eta, que indica lugar.
Aunque menos probable, no se descarta la relación con Zuria, «blanco» en euskera, en referencia a la «Dama Blanca», diosa madre de la mitología europea antigua. En este sentido, la «Virgen de Zorita» sería el equivalente de la «Virgen de las Nieves», la «Virgen (de la) Blanca» y similares. Además del santuario de la Virgen de Zorita en Melgar de Fernamental (Burgos), hay una ermita llamada Virgen de la Luz en Almonacid de Zorita (Guadalajara), por ejemplo. También se ha relacionado con Zorita de los Canes (Guadalajara) con la ciudadela celtíbera de Leucada, «la blanca» en griego.
En ningún caso tiene relación con la paloma zurita, nombre de origen árabe.

## Orígenes
Existe el topónimo Zorita (o Zurita) en Huesca, Cuenca, Salamanca, Valladolid, Guadalajara, Ávila, Palencia, Castellón y Burgos, por lo que el apellido puede tener diferentes orígenes sin relación entre sí.

### Origen en Burgos
El apellido tuvo su origen en la antigua población de Zorita situada en el término de Melgar de Fernamental. Sólo se conserva su antigua iglesia, a 1 km del río Pisuerga, hoy una ermita conocida como santuario de la Virgen de Zorita. La población, abandonada en el siglo XV, aparece en documentos de 950 y 970 con la grafía Zorieta.